# Lasciatemi cantare (Gigi D'Alessio)
Lasciatemi cantare è il primo album in studio del cantautore italiano Gigi D'Alessio, pubblicato nel 1992 dalla GDS.

## Tracce
Testi e musiche di Luigi D'Alessio e Vincenzo D'Agostino, eccetto dove indicato.
1. Ll'e vulute tu – 3:42
2. L'ultimo gettone – 3:11
3. Pe 'nu cumpagno – 4:10
4. Comm'è difficile – 3:51
5. Cient'anne – 4:52 (Luigi D'Alessio, Vincenzo D'Agostino, Luigi Giuliano)
6. Body merletto e collants – 2:56
7. Pè 'na vota a semmana – 3:02
8. È sulo niente – 4:05 (Luigi D'Alessio, Vincenzo D'Agostino, Luigi Giuliano)

## Formazione
Hanno partecipato alle registrazioni, secondo le note di copertina:
Musicisti
- Gigi D'Alessio – voce, arrangiamento
- Enzo Rossi – programmazione
- Maurizio Ponzo – chitarra
- Marco Zurzolo – sassofono
- Mario Merola – voce aggiuntiva (traccia 5)

Produzione
- Massimo Perna – registrazione, missaggio
- Espedito Barrucci – registrazione, missaggio